# 諾布萊山
諾布萊山（法語：Mont Noble）是瑞士的山峰，位於該國西南部，由瓦萊州負責管轄，屬於本寧阿爾卑斯山脈的一部分，海拔高度2,673米，每年平均降雨量1,585毫米。